# Mentes criminales
Mentes criminales (título original: Criminal Minds) es una serie estadounidense de drama criminológico. Se estrenó el 22 de septiembre de 2005 y finalizó originalmente el 19 de febrero de 2020 en el canal de televisión estadounidense CBS; la serie volvió en 2022. Muestra el trabajo de los miembros del equipo de Unidad de Análisis de Conducta del FBI, un grupo de investigadores de diversas ramas de la criminología que se dedica a hacer análisis psicológicos y criminológicos a criminales para facilitar su captura.
El 14 de julio de 2022, se anunció que Paramount+ ordenó el regreso de la serie. La decimosexta temporada, titulada Criminal Minds: Evolution, se estrenó el 23 de noviembre de 2022. El 5 de junio de 2024, Paramount+ renovó la serie para una decimoctava temporada, que se estrenó el 8 de mayo de 2025. El 5 de marzo de 2025, Paramount+ renovó la serie para una decimonovena temporada.

## Sinopsis
La Unidad de Análisis de Conducta es una sección del FBI que tiene su sede en Quantico, Virginia, y se dedica a hacer perfiles psicológicos tanto de los  criminales como de los complejos escenarios que éstos generan; si el o los criminales no están identificados se les denomina  «ignoto», «ignotos» o «sudes», este último un acrónimo de SUjeto DESconocido o SUjetos DESconocidos.
La serie sigue a un grupo de perfiladores criminales de esa unidad, encabezados en las primeras doce temporadas por Aaron Hotchner (Thomas Gibson), siendo sustituido provisoriamente durante la quinta temporada por Derek Morgan (Shemar Moore), y por Emily Prentiss (Paget Brewster) desde la duodécima temporada en adelante, siendo sustituida provisoriamente durante la decimotercera temporada por Jeniffer «J.J.» Jareau (A. J. Cook). Estos perfiladores se mueven por todo el territorio de Estados Unidos (y ocasionalmente en otros países) para asesorar a las policías locales y capturar a criminales y asesinos en serie.
Cada uno de los agentes de la unidad tiene personalidades diferentes que se complementan para conformar el equipo. Durante la primera temporada, el equipo estuvo  compuesto por Jason Gideon (Mandy Patinkin), Hotchner, Morgan, el joven doctor Spencer Reid (Matthew Gray Gubler), la experta en crímenes sexuales Elle Greenaway (Lola Glaudini), la enlace con los medios de comunicación Jennifer «J.J.» Jareau y la analista técnica Penélope García (Kirsten Vangsness). 
En la segunda temporada, Greenaway es reemplazada por la agente Emily Prentiss. Tras la renuncia de Patinkin a la serie en la tercera temporada, se introdujo el personaje de David Rossi (Joe Mantegna), cofundador junto a Gideon de la primera unidad de perfiladores, germen de la actual Unidad de Análisis de Conducta.
En la cuarta temporada se introduce como personaje recurrente el personaje de Jordan Todd (Meta Golding) para sustituir a A. J. Cook mientras estaba de baja maternal por el nacimiento de su primer hijo.
Para la sexta temporada, por cuestiones económicas y diferencias creativas, los productores deciden no renovar a A. J. Cook su contrato con la serie, lo que creó cierta polémica entre los fanáticos de la serie; posteriormente y también debido a costos de producción, Paget Brewster es retirada de la serie. Estos factores hacen que se introduzca otro personaje, la cadete Ashley Seaver (Rachel Nichols), sin embargo este personaje no tuvo una gran recepción por parte de la audiencia por lo que tanto Cook como Brewster regresan a la serie en la séptima temporada, con la consiguiente salida de Nichols. En el último episodio de la séptima temporada, Emily recibe una oferta de trabajo para la oficina de la Interpol en Londres y la acepta.
La agente especial y experta en lingüística Alex Blake (Jeanne Tripplehorn) se incorpora al equipo al inicio de la octava temporada y la abandona al final de la novena temporada para seguir dedicándose a la docencia.
Al principio de la décima temporada se incorpora al equipo, proveniente de la Unidad de Tráfico de Personas, la agente Kate Callahan (Jennifer Love Hewitt). En el episodio final de la temporada presenta su solicitud de una excedencia para dedicarse al cuidado del bebé que espera y que ya está a punto de nacer.
En la undécima temporada se introduce como personaje recurrente a la psicóloga forense Tara Lewis (Aisha Tyler), la que pasa a ser personaje protagonista en la duodécima temporada. En el decimoctavo episodio de esta temporada Dereck Morgan deja la unidad tras el nacimiento de su primer hijo.
El personaje de Emily siguió ligado a la serie y tuvo apariciones estelares en episodios de las novena y undécima temporadas para finalmente incorporarse de nuevo al reparto en la duodécima temporada, siendo ascendida como Jefa de Unidad en sustitución de Hotchner que presenta su renuncia por ser objetivo directo de otro asesino en serie, el señor «Scratch». Al principio de esta temporada, proveniente de la Unidad de Fugitivos, se incorpora el agente Luke Alvez (Adam Rodríguez) y en el octavo episodio el agente Stephen Walker (Damon Gupton).
En la decimotercera temporada, tras el accidente originado por «Scratch», deja herido a la mayor parte del equipo, falleciendo Stephen en dicho accidente. Mientras tanto, «Scratch» secuestra a Emily, y Penelope pide ayuda al agente Matt Simmons (Daniel Henney), el cual ya había tenido dos apariciones estelares en la décima y duodécima temporadas, para lograr encontrar al equipo y descubrir los planes de «Scratch», que se incorporará al equipo.

## Reparto
| Personaje              | Intérprete           | Cargo más reciente                           | Temporadas | Temporadas | Temporadas | Temporadas | Temporadas | Temporadas | Temporadas | Temporadas | Temporadas | Temporadas | Temporadas | Temporadas | Temporadas | Temporadas | Temporadas | Temporadas | Temporadas |  |
| Personaje              | Intérprete           | Cargo más reciente                           |            |            |            |            |            |            |            |            |            |            |            |            |            |            |            | Evolution  | Evolution  |  |
| Personaje              | Intérprete           | Cargo más reciente                           | 1          | 2          | 3          | 4          | 5          | 6          | 7          | 8          | 9          | 10         | 11         | 12         | 13         | 14         | 15         | 16         | 17         |  |
| ---------------------- | -------------------- | -------------------------------------------- | ---------- | ---------- | ---------- | ---------- | ---------- | ---------- | ---------- | ---------- | ---------- | ---------- | ---------- | ---------- | ---------- | ---------- | ---------- | ---------- | ---------- |  |
| Jason Gideon           | Mandy Patinkin       | Agente Especial - Supervisor de Unidad       | [ 32 ]     | [ 32 ]     | [ 32 ]     |            |            |            |            |            |            | [ 33 ]     |            |            |            |            |            |            |            |  |
| Aaron Hotchner         | Thomas Gibson        | Agente Especial - Jefe de Unidad             | [ 34 ]     | [ 34 ]     | [ 34 ]     | [ 34 ]     | [ 34 ]     | [ 34 ]     | [ 34 ]     | [ 34 ]     | [ 34 ]     | [ 34 ]     | [ 34 ]     | [ 34 ]     |            |            |            |            |            |  |
| Elle Greenaway         | Lola Glaudini        | Agente especial                              | [ 35 ]     | [ 35 ]     |            |            |            |            |            |            |            |            |            |            |            |            |            |            |            |  |
| Derek Morgan           | Shemar Moore         | Agente especial - Entrenador táctico del FBI |            |            |            |            |            |            |            |            |            |            |            |            |            |            |            |            |            |  |
| Dr. Spencer Reid       | Matthew Gray Gubler  | Agente especial                              |            |            |            |            |            |            |            |            |            |            |            |            |            |            |            |            |            |  |
| Jennifer «J.J.» Jareau | A. J. Cook           | Agente especial-ex enlace de comunicaciónes  |            |            |            |            |            | [ 36 ]     |            |            |            |            |            |            |            |            |            |            |            |  |
| Penélope García        | Kirsten Vangsness    | Técnico informático                          |            |            |            |            |            |            |            |            |            |            |            |            |            |            |            |            |            |  |
| Emily Prentiss         | Paget Brewster       | Agente especial - Jefa de Unidad             |            | [ 37 ]     | [ 37 ]     | [ 37 ]     | [ 37 ]     | [ 37 ]     | [ 37 ]     |            |            |            |            |            |            |            |            |            |            |  |
| David Rossi            | Joe Mantegna         | Agente Especial - Supervisor de Unidad       |            |            |            |            |            |            |            |            |            |            |            |            |            |            |            |            |            |  |
| Ashley Seaver          | Rachel Nichols       | Agente provisional                           |            |            |            |            |            |            |            |            |            |            |            |            |            |            |            |            |            |  |
| Alex Blake             | Jeanne Tripplehorn   | Agente Especial - Experta en lingüistíca     |            |            |            |            |            |            |            |            |            |            |            |            |            |            |            |            |            |  |
| Kate Callahan          | Jennifer Love Hewitt | Agente Especial                              |            |            |            |            |            |            |            |            |            |            |            |            |            |            |            |            |            |  |
| Tara Lewis             | Aisha Tyler          | Agente Especial - Psicóloga forense          |            |            |            |            |            |            |            |            |            |            |            |            |            |            |            |            |            |  |
| Luke Alvez             | Adam Rodríguez       | Agente Especial                              |            |            |            |            |            |            |            |            |            |            |            |            |            |            |            |            |            |  |
| Stephen Walker         | Damon Gupton         | Agente Especial                              |            |            |            |            |            |            |            |            |            |            |            |            |            |            |            |            |            |  |
| Matt Simmons           | Daniel Henney        | Agente especial                              |            |            |            |            |            |            |            |            |            |            |            |            |            |            |            |            |            |  |

     Personaje principal.
     Personaje recurrente.
     Aparición estelar.
     No participó en esa temporada.

### Personajes principales
- Emily Prentiss (Paget Brewster). Aparece por primera vez en el noveno episodio de la segunda temporada,[38] y se incorpora oficialmente al equipo en el episodio siguiente.[9] Hija de diplomáticos, se graduó en Yale y ha estado trabajando para el FBI durante diez años.[38] Domina varios idiomas con fluidez[9][39][13][40][41] y es una versada jugadora de ajedrez.[9] En la sexta temporada, un peligroso enemigo del pasado llamado Ian Doyle (Timothy V. Morphy) regresa, amenazándola a ella y al resto del equipo; tras ser secuestrada y gravemente herida, Emily finge su muerte con la complicidad de Hotchner y Jareau, retirándose de la serie.[41] Regresa al programa en el primer episodio de la séptima temporada, en un momento en el que el equipo lloraba su supuesta muerte, y Morgan y Reid se enfadan por el engaño.[42][43] En el último capítulo de la séptima temporada su antiguo jefe de la Interpol le ofrece un puesto como jefa en una central de Londres y ella acepta.[19] El personaje de Emily siguió ligado a la serie y tuvo apariciones estelares en dos episodios de las novena[27] y undécima temporadas[28] para finalmente incorporarse de nuevo al equipo en la duodécima temporada,[44] siendo posteriormente ascendida como Jefa de Unidad en sustitución de Hotchner.[7]

- Spencer Reid (Matthew Gray Gubler). Es un joven genio, un niño prodigio que se crio en Las Vegas con su madre y se graduó en una escuela pública a los doce años. Su coeficiente intelectual es de 187, puede leer veinte mil palabras por minuto y posee memoria eidética: la capacidad para recordar cosas vistas con un detalle perfecto.[45] Tiene doctorados en Química, Matemáticas e Ingeniería, además de ser licenciado en Psicología, Sociología y Filosofía. En el último episodio de la primera temporada se revela que su madre Diana (Jane Lynch), profesora de literatura, sufre de esquizofrenia y que Spencer se vio obligado a internarla involuntariamente en un centro médico de las Vegas.[46] En la segunda temporada Reid es secuestrado por un ignoto con trastorno de personalidad múltiple, quien lo droga y lo deja  clínicamente muerto por unos minutos; sin embargo, Spencer logra liberarse y neutralizarlo.[47][48] Durante la octava temporada, Reid se enamora de Maeve Donovan (Beth Riesgraf), una gran genetista que está siendo acechada;[49] finalmente, la acechadora secuestra a Maeve, se suicida y al mismo tiempo la mata a ella en presencia de Spencer sin que este pudiera hacer nada para evitarlo.[50] En la duodécima temporada Spencer es víctima de una conspiración llevada a cabo por Katherine Adams (Aubrey Plaza), la más letal de los asesinos del grupo «Los Doce del Patíbulo» y a quien Spencer puso bajo custodia mediante un engaño,[51] y es encerrado en prisión durante tres meses bajo una falsa acusación.[31] Matthew Gray Gubler es el único actor que ha sido acreditado como protagonista durante toda la serie (Kirsten Vangness no fue acreditada como protagonista en la primera temporada).

- Jennifer «J.J.» Jareau (A. J. Cook). Aparece por primera vez en el segundo episodio de la primera temporada. Comienza siendo el enlace del equipo con los medios de comunicación y agencias locales de policía. Es fanática del fútbol, en un episodio fue a un partido de los Redskins con Spencer Reid. En la segunda temporada conoce al detective de la policía de Nueva Orleans William LaMontaigne Jr. (Josh Stewart), con el que tiene una relación durante un año a espaldas del equipo.[52] En la tercera temporada se descubre que está embarazada. En el capítulo 4x7 nace su hijo, a quien llama Henry, y pide a García y Reid ser los padrinos del pequeño. En la quinta temporada se revela que su hermana mayor se suicidó cuando ella era una niña,[53] y en la decimocuarta temporada descubre la verdad acerca de las verdaderas motivaciones que la indujeron al suicidio.[54] En el capítulo 6x2 le ofrecen un trabajo en el Pentágono, que ella rechaza dos veces antes de ser obligada por los altos cargos a llevar a cabo el traslado y abandonar el equipo. Regresa a la serie al final de la sexta temporada.[55] En el primer capítulo de la séptima temporada, ya es miembro oficial, por lo que toma un curso como perfiladora y en episodios posteriores demuestra capacidad para hacer el mismo trabajo que el resto del equipo. En la novena temporada «J.J.» es secuestrada como consecuencia de una misión secreta que llevó a cabo cuando trabajó para el Pentágono.[27] Al final de la décima temporada, «J.J.» revela que está embarazada de nuevo. En la undécima temporada, no aparece regularmente hasta el episodio 8 debido a que está de baja maternal por el nacimiento de su segundo hijo Michael.

- David Rossi  (Joe Mantegna). Aparece por primera vez en la tercera temporada, en el sexto episodio.[12] Se había acogido a la jubilación anticipada, pero regresa a la unidad para resolver uno de sus primeros casos que ocurrió veinte años atrás, el cual logra resolverlo durante la tercera temporada.[56] En su primera aparición en la serie demuestra tener obstáculos para trabajar en equipo;[12] sin embargo, rápidamente logra dejar ese problema en el pasado.[57] Es una persona que no se encuentra tan relacionada con la tecnología y se sorprende con los nuevos métodos del FBI.[57]

- Penelope García (Kirsten Vangsness). Es la encargada de la oficina de tecnología audiovisual de la UAC, su despacho se encuentra en Quantico, Virginia, y en la mayoría de los episodios se contacta solo por teléfono con los agentes. Coquetea con Morgan, aunque es solo un juego ya que su relación es exclusivamente de amistad. Originalmente Penelope estuvo en las listas de hackers más buscados del FBI, aunque finalmente terminó trabajando para ellos.[58] En la tercera temporada Penelope conoce en la cafetería de siempre a un hombre del cual se empieza a enamorar, el cual le dispara sorpresivamente después de una cita;[59] en la investigación subsecuente se insinúan algunas pistas acerca del pasado de García,[60] el cual es abordado en profundidad en la novena temporada.[61] En la séptima temporada García reemplaza a Jareau en la presentación de los casos debido al ascenso como agente especial de «J.J.»[43] En el último capítulo de la novena temporada García salva a Reid al dispararle a un ignoto que atentaba contra su vida.[21]

- Tara Lewis (Aisha Tyler). Aparece por primera vez en el primer episodio de la undécima temporada.[24] Es una gran psicóloga forense, cuya infancia la pasó en Alemania. En la decimocuarta temporada se revela que Tara estuvo casada.[62]

- Luke Alvez (Adam Rodríguez). Aparece por primera vez en el primer episodio de la duodécima temporada.[25] Originalmente pertenecía a la Unidad de Búsqueda de Fugitivos Desaparecidos del FBI; es originario del Bronx y, al ser de ascendencia latina, habla español.[25]

- Matt Simmons (Daniel Henney). Aparece por primera vez en el decimonoveno episodio de la décima temporada, en donde se le presentó como uno de los protagonistas de una serie derivada titulada Mentes criminales: sin fronteras.[30] Matt pertenecía a la Unidad Internacional del FBI, la cual resolvía aquellos casos ocurridos en el extranjero que involucraban a estadounidenses, y tuvo otra aparición estelar más en la serie[31] antes de ser incorporado como protagonista en la decimotercera temporada a raíz del cierre de la agencia internacional del FBI (la serie alterna fue cancelada al término de la segunda temporada).

### Abandonaron la serie
- Elle Greenaway (Lola Glaudini). Antes de su llegada a la UAC estaba asignada en la Brigada de Investigación Criminal de  Seattle, Washington.[45] Es una experta en crímenes sexuales[45] y tiene ascendencia paterna cubana, por lo que sabe hablar español.[63] Al término de la primera temporada un ignoto al que perseguían intentó matarla en su casa, dejándola gravemente herida.[46][64] Esta situación la daña emocionalmente, tanto que se toma la justicia por su mano al asesinar subrepticiamente a un violador en serie sin seguir los protocolos del FBI.[65] Cuando se le ordena hacerse una evaluación psicológica Elle se niega, siendo despedida por Hotchner ya que este no puede probar que ella ha cometido un homicidio.[8]

- Jason Gideon (Mandy Patinkin). Es considerado como el mejor agente en la historia de la Unidad de Análisis de Conducta del FBI.[66] Gideon le enseñó a Reid que no se requiere de un arma para matar a alguien si se tiene un perfil adecuado.[67] Es el que guía al grupo en la elaboración de perfiles y casi nunca se equivoca. Abandona el equipo en el segundo episodio de la tercera temporada[11] al no poder superar los traumas provocados por los últimos casos en los que se ha visto envuelto, incluyendo el asesinato de una exnovia suya al término de la segunda temporada a manos de Frank Breitkofp (Keith Carradine), el más sanguinario de todos los asesinos seriales a los que había perseguido.[68][69] En la décima temporada Gideon es asesinado por el ignoto de un antiguo caso que no llegó a resolver, siendo este caso resuelto por la propia UAC.[70]

- Jordan Todd (Meta Golding). Aparece por primera vez en el quinto episodio de la cuarta temporada.[13] Es una agente de la sección de Contraterrorismo del FBI que entra a formar parte de la Unidad de Análisis de Conducta con motivo de la baja maternal de «J.J.» Su labor en el departamento no es fácil: su falta de experiencia le lleva a cometer algunos errores y Hotchner pone en duda su valía profesional.[71] Jordan no cree poder seguir con el trabajo y le cuesta mucho adaptarse, por lo que finalmente decide regresar a la sección de Contraterrorismo del FBI, justo antes del regreso de Jennifer Jareau.[72] Meta Golding es la única de los integrantes de la UAC en la serie que no fue acreditada como protagonista.

- Ashley Seaver (Rachel Nichols). Aparece por primera vez en el décimo episodio de la sexta temporada.[16] Es una cadete en entrenamiento de la Academia del FBI en Quantico, quien reemplaza a Jennifer Jareau después de que «J.J.» es forzada a aceptar una promoción en el Pentágono. Seaver fue inicialmente escogida para asesorar a la UAC en un caso debido a su historial: su padre, Charles Beauchamp, fue un asesino serial conocido como «Redmond Ripper», quien asesinó a docenas de mujeres antes de ser capturado por la UAC.[16] Posteriormente, gracias a la intermediación de Rossi, ella termina su entrenamiento con el equipo bajo la supervisión de Emily Prentiss.[73] Después de su graduación ella continúa en el equipo como agente provisional hasta el término de la sexta temporada. En el inicio de la séptima temporada, «J.J.» revela que Ashley fue transferida a la Unidad de Tráfico de Personas del FBI.[42]

- Alex Blake (Jeanne Tripplehorn). Aparece por primera vez en el primer episodio de la octava temporada.[20] Es una experta en Lingüística del FBI y profesora de la Universidad de Georgetown, se une al equipo ocupando el puesto de Prentiss. Deja el equipo al término de la novena temporada.[21]

- Kate Callahan (Jennifer Love Hewitt). Aparece por primera vez en el primer episodio de la décima temporada.[22] Antes de su llegada a la UAC estaba asignada en la Unidad de Tráfico de Personas del FBI. Al final de la décima temporada deja la UAC por maternidad.[23]

- Derek Morgan (Shemar Moore). Nació y creció en Chicago. Es experto en crímenes obsesivos[56] y es entrenador táctico del FBI.[45] Coquetea a menudo con Penélope García, aunque sólo es un juego ya que su relación es exclusivamente de amistad. Antes de pertenecer al FBI formó parte del cuerpo de policía de Chicago, en donde desempeñó, entre otras, labores de infiltrado.[74] En la segunda temporada es arrestado por crímenes que no cometió y se descubre que fue abusado sexualmente de niño.[75] Fue pedido para hacerse cargo de la jefatura de la policía de Nueva York.[66][76] En la quinta temporada Morgan reemplaza temporalmente a Hotchner como Jefe de la Unidad mientras el caso de George Foyet siga activo.[6] Morgan abandona el equipo en la undécima temporada para poder dedicarse por completo a su familia.[26]

- Aaron Hotchner (Thomas Gibson). Antes de llegar a la UAC estaba asignado en la Brigada de Investigación Criminal presente en Seattle, Washington.[45] En los primeros capítulos nace su hijo, Jack, y la serie intenta mostrar como equilibra su trabajo con su familia. En la primera temporada es quien ayuda a Reid con el entrenamiento en armas de fuego.[67] Se divorcia de su esposa Haley (Meredith Monroe) a su pesar, pues las exigencias de su trabajo le impedían tener una vida de familia normal.[11] En la cuarta temporada resuelve un antiguo caso pero el asesino, George Foyet (C. Thomas Howell), escapa.[77] Al final de la cuarta temporada Foyet ataca a Hotchner, dejándolo intencionalmente con vida aunque gravemente herido.[78][79] Foyet acecha a Hotchner y a su familia, y finalmente asesina a Haley.[80] Hotchner abandona el equipo en la duodécima temporada debido al acoso que sufren él y su hijo Jack por parte del señor Scratch (Bodhi Elfman),[81] por lo que decide presentar su renuncia a la UAC y entrar en el programa de testigos protegidos del FBI. Una vez resuelto el caso de Scratch, en el primer episodio de la decimotercera temporada se revela que Hotchner no va a volver a la UAC, dedicándose a ser padre de tiempo completo.[82]

- Stephen Walker (Damon Gupton). Aparece por primera vez en el octavo episodio de la duodécima temporada.[29] Originalmente pertenecía al Programa de Análisis Conductual.[f] Es asesinado en el último episodio de la duodécima temporada, siendo el único agente de la UAC en la serie que muere en el ejercicio de su trabajo.[83] En el principio de la decimotercera temporada, Matt Simmons comenta que Stephen Walker fue reclutado específicamente para detener a Scratch.[82]

## Episodios
| Temporada | Temporada | Episodios | Episodios | Emisión original         | Emisión original      | Emisión original |
| Temporada | Temporada | Episodios | Episodios | Primera emisión          | Última emisión        | Cadena           |
| --------- | --------- | --------- | --------- | ------------------------ | --------------------- | ---------------- |
|           | 1         | 22        | 22        | 22 de septiembre de 2005 | 10 de mayo de 2006    | CBS              |
|           | 2         | 23        | 23        | 20 de septiembre de 2006 | 15 de mayo de 2007    | CBS              |
|           | 3         | 20        | 20        | 26 de septiembre de 2007 | 21 de mayo de 2008    | CBS              |
|           | 4         | 26        | 26        | 24 de septiembre de 2008 | 20 de mayo de 2009    | CBS              |
|           | 5         | 23        | 23        | 23 de septiembre de 2009 | 26 de mayo de 2010    | CBS              |
|           | 6         | 24        | 24        | 22 de septiembre de 2010 | 18 de mayo de 2011    | CBS              |
|           | 7         | 24        | 24        | 21 de septiembre de 2011 | 16 de mayo de 2012    | CBS              |
|           | 8         | 24        | 24        | 26 de septiembre de 2012 | 22 de mayo de 2013    | CBS              |
|           | 9         | 24        | 24        | 25 de septiembre de 2013 | 14 de mayo de 2014    | CBS              |
|           | 10        | 23        | 23        | 1 de octubre de 2014     | 6 de mayo de 2015     | CBS              |
|           | 11        | 22        | 22        | 30 de septiembre de 2015 | 4 de mayo de 2016     | CBS              |
|           | 12        | 22        | 22        | 28 de septiembre de 2016 | 10 de mayo de 2017    | CBS              |
|           | 13        | 22        | 22        | 27 de septiembre de 2017 | 18 de abril de 2018   | CBS              |
|           | 14        | 15        | 15        | 3 de octubre de 2018     | 6 de febrero de 2019  | CBS              |
|           | 15        | 10        | 10        | 8 de enero de 2020       | 19 de febrero de 2020 | CBS              |
|           | 16        | 10        | 10        | 24 de noviembre de 2022  | 9 de febrero de 2023  | Paramount+       |
|           | 17        | 10        | 10        | 6 de junio de 2024       | 1 de agosto de 2024   | Paramount+       |
|           | 18        | 10        | 10        | 8 de mayo de 2025        | 10 de julio de 2025   | Paramount+       |

## Recepción
A pesar de que las dos primeras temporadas recibieron muy buenas críticas, las temporadas restantes han tenido críticas tanto positivas como negativas. El sitio Metacritic otorgó una puntuación de 42/100 el 11 de mayo de 2012. Dorothy Rabinowitz aseguró en su columna de The Wall Street Journal que «los primeros episodios aseguraban que Mentes criminales pudo haber sido un éxito y con razón», elogiando el trabajo de Matthew Gray Gubler y la actuación de Mandy Patinkin.
The New York Times no fue tan benevolente, asegurando «el problema de  Mentes criminales es la cantidad de comportamientos confusos aplicados a diferentes personajes» y consideró que como resultado de ello «el elenco parece un conjunto de juguetes rotos, haciendo que la audiencia -y posiblemente los creadores- se aburran». El crítico del Chicago Tribune, Sid Smith, admite que «el show bien vale la pena un vistazo» aunque criticó «la confusión de episodios y personajes».
PopMatters criticó el programa, diciendo que «confunde el pensamiento crítico con habilidades sobrenaturales» además de «los personajes estereotipados». Los Angeles Times hizo críticas similares aunque elogiaron las actuaciones de Patinkin y Gray Gubler.

## Franquicia
Mentes criminales ha producido tres series derivadas: Mentes criminales: conducta sospechosa, Mentes criminales: sin fronteras y la serie homónima estrenada en Corea del Sur.

### Mentes criminales: conducta sospechosa
El episodio de la quinta temporada «La pelea» introduce a un segundo equipo de la UAC y lanza una nueva serie llamada Mentes criminales: conducta sospechosa. Esta serie derivada debutó el 16 de febrero de 2011, pero fue cancelada al término del decimotercer episodio de la primera temporada por baja audencia. El 6 de septiembre de 2011, CBS reestrenó la serie completa en un paquete de cuatro DVD.

El reparto de la serie incluye a 
Forest Whitaker como Sam Cooper, el líder del nuevo equipo; también están Janeane Garofalo, Michael Kelly, Beau Garrett, Matt Ryan, Richard Schiff y Kirsten Vangsness, quien repite su papel como Penelope García.

### Mentes criminales: sin fronteras
Una nueva serie basada en la franquicia de Mentes criminales, titulada Mentes criminales: sin fronteras, fue anunciada en febrero de 2015. Gary Sinise (quien también es productor de la serie) y Anna Gunn actúan como Jack Garrett y Lily Lambert, líderes del equipo. Tyler James Williams actúa como Russ «Monty» Montgomery, Daniel Henney como Matt Simmons, Alana de la Garza como Clara Seger y Annie Funke como Mae Jarvis completan el reparto de la nueva serie.

La serie sigue a los agentes del FBI del Equipo de Respuesta Internacional, quienes ayudan a los ciudadanos estadounidenses que estén en serios problemas.

CBS lanzó un episodio piloto en el 8 de abril de 2015 dentro de la serie original, en un capítulo titulado «Sin fronteras». La segunda serie derivada debutó el 16 de marzo de 2016 en CBS. En el 16 de mayo de 2016, CBS renovó el contrato de la serie para una segunda temporada. En el 14 de mayo de 2017, CBS cancela la serie después de dos temporadas por baja sintonía.

## El despido de Thomas Gibson
El día 12 de agosto de 2016, Thomas Gibson fue despedido de la serie después de haberle dado una patada a un guionista tras ser atacado por este en el estudio de televisión.
En 2013, Gibson también fue culpable de conducir bajo los efectos del alcohol. Gibson ya había tenido otro altercado anteriormente en 2010, cuando empujó a un ayudante de dirección. Tras una investigación interna, ABC Studios y CBS (quienes codistribuyen Mentes Criminales) tomaron en cuenta estos tres episodios polémicos y procedieron a despedirlo.
En la serie justificaron la desaparición del personaje de Aaron Hotchner afirmando que había ido a protección de testigos junto a su familia sin despedirse del equipo por culpa de un asesino en serie que le había perseguido la temporada pasada.